# Naji Marshall

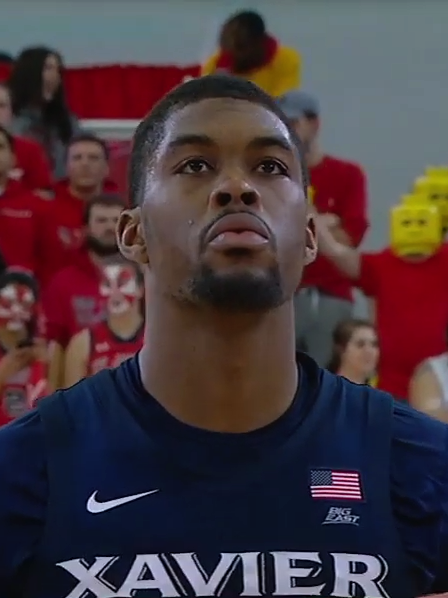
Naji Marshall, 2019.

Naji Maurice Marshall, född 24 januari 1998 i Atlantic City i New Jersey, är en amerikansk professionell basketspelare (SF) som spelar för Dallas Mavericks i National Basketball Association (NBA). Han har tidigare spelat för New Orleans Pelicans.
Marshall blev aldrig NBA-draftad.
Innan han blev proffs studerade Marshall vid Xavier University och spelade för deras idrottsförening Xavier Musketeers.